# Rutger Backe
Rutger Backe (* 14. Januar 1951 in Falkenberg) ist ein ehemaliger schwedischer Fußballspieler und -trainer. Der Stürmer, der zwischen 1979 und 1980 zu acht Einsätzen in der schwedischen Nationalmannschaft kam, wurde mit Halmstads BK zweimal schwedischer Meister.

## Werdegang
Backe begann mit dem Fußballspielen bei IF Böljan in seiner Heimatstadt Falkenberg. 1972 wechselte der Stürmer zu Halmstads BK in die Allsvenskan. Nachdem der Klub in seinem ersten Jahr aus der Liga abgestiegen war, gelang der sofortige Wiederaufstieg und anschließend befand sich die Mannschaft im Abstiegskampf im schwedischen Oberhaus. Nach der Verpflichtung Roy Hodgsons, der beim schwedischen Klub sein Trainerdebüt feierte, konnte Backe in der Spielzeit 1976 an der Seite von Spielern wie Hans Selander, Sigvard Johansson oder Lennart Larsson überraschend den schwedischen Meistertitel feiern. Zudem gelangen dem Stürmer 21 Saisontreffer, so dass er als zweiter HBK-Spieler nach Sylve Bengtsson den Titel des Torschützenkönigs ergatterte. Durch den Gewinn des Von-Rosens-Pokals qualifizierte er sich mit dem Klub für den Europapokal der Landesmeister 1977/78, wo die schwedische Mannschaft in der ersten Runde nach einer 0:2-Auswärtsniederlage trotz eines 2:1-Rückspielsieges an Dynamo Dresden scheiterte.
In der Spielzeit 1979 konnte Halmstads BK erneut den Meistertitel gewinnen. Backe wurde darüber hinaus im Sommer in die schwedische Nationalmannschaft berufen und debütierte am 15. August des Jahres bei der 0:2-Auswärtsniederlage gegen die norwegische Nationalmannschaft im Dress der Nationalelf. Bei seinem zweiten Einsatz, einer 1:3-Niederlage im Rahmen der Qualifikation zur Europameisterschaft 1980 gegen Frankreich erzielte er mit dem schwedischen Ehrentreffer sein erstes Länderspieltor. Auch im folgenden Jahr kam er mehrmals im Nationaltrikot zum Einsatz, ehe er nach acht Einsätzen, in denen ihm zwei Tore gelangen, nicht mehr berufen wurde.
1981 beendete Backe nach 207 Spielen und 77 Toren für Halmstads BK in der Allsvenskan seine Karriere beim Klub.
1999 kehrte Backe als Trainer von Falkenbergs FF in den höherklassigen schwedischen Fußball zurück. Im Duett mit Sven Sjöholm erreichte er den neunten Tabellenrang in der zweitklassigen Division 1 Södra, wurde aber nach einer Spielzeit von Roberto Jakobsson ersetzt.